# Olympische Sommerspiele 1992/Teilnehmer (Irak)
| Gelbes Symbol für Goldmedaillen mit stilisierten Olympischen Ringen | Graues Symbol für Silbermedaillen mit stilisierten Olympischen Ringen | Braundes Symbol für Bronzemedaillen mit stilisierten Olympischen Ringen |
| ------------------------------------------------------------------- | --------------------------------------------------------------------- | ----------------------------------------------------------------------- |
| —                                                                   | —                                                                     | —                                                                       |

Der Irak nahm an den Olympischen Sommerspielen 1992 in Barcelona mit einer Delegation von acht männlichen Athleten an acht Wettkämpfen in drei Sportarten teil. Es konnten dabei keine Medaillen gewonnen werden.

## Teilnehmer nach Sportarten

### Boxen
Männer
- Ahmed Aboud
Bantamgewicht: 2. Runde

- Furas Hashim
Halbmittelgewicht: 2. Runde

### Gewichtheben
Männer
- Atallah Abdullah
Mittelschwergewicht: DNF

- Mohammed Jowad
II. Schwergewicht: 14. Platz

- Nazar Kadir
I. Schwergewicht: 9. Platz

- Saleh Khadim
Leichtschwergewicht: 12. Platz

- Riadh Khedher
Federgewicht: 19. Platz

### Schießen
Männer
- Hassan Hassan
Freie Pistole: 28. Platz